# بوب ستيفنز
بوب ستيفنز (بالإنجليزية: Bob Stevens)‏ هو مدرب كرة سلة أمريكي، ولد في 1924، وتوفي في 29 سبتمبر 2012.